# Challengers
För filmen med samma namn, se Challengers.
Challengers är The New Pornographers fjärde studioalbum som släpptes 21 augusti 2007. Spåret "My Rights Versus Yours" går att spela upp på Matador Records webbplats. Låtlistan till albumet gavs ut den 1 juni 2007. En specialversion av albumet, kallad "Executive Edition", finns. Den inkluderar tre bonusskivor: den första med b-sidor, demos och alternativa versioner; den andra, kallad "Live From the Future",  inkluderar liveframträdanden med sångerna relaterade till albumet, och den tredje skivan innehåller videor, bilder och albumkonst. Bonusmaterialet kunde också laddas ner för de som förbokade albumet.
"Failsafe" som skrevs av A.C. Newman finns även på det kanadensiska indiepopbandet The Choir Practice och gavs ut på deras debutalbum flera månader innan Challengers släpptes.
"Myriad Harbour" är nummer 79 på Rolling Stones lista över 2007 års 100 bästa låtar.

## Låtlista
1. "My Rights Versus Yours" - 4:14
2. "All the Old Showstoppers" - 4:07
3. "Challengers" - 3:29
4. "Myriad Harbour" - 3:55
5. "All the Things That Go to Make Heaven and Earth" - 3:06
6. "Failsafe" - 2:36
7. "Unguided" - 6:30
8. "Entering White Cecilia" - 3:26
9. "Go Places" - 4:27
10. "Mutiny, I Promise You" - 4:09
11. "Adventures in Solitude" - 4:14
12. "The Spirit of Giving" - 4:00